# Dennis Salanović
Dennis Salanović (26 februari 1996) is een Liechtensteins voetballer, die doorgaans uitkomt als middenvelder. In 2018 verruilde hij FC Rapperswil-Jona voor FC Thun. Salanović debuteerde in 2014 in het Liechtensteins voetbalelftal.

## Clubcarrière
Salanović genoot zijn voetbalopleiding bij FC Schaan en Atlético Madrid. In februari 2015 tekende hij een contract bij NK Istra. Enkele maanden later tekende hij een contract bij FC Balzers. Na nog een tussenstop bij FC Rapperswil-Jona tekende Salanović in juni 2018 een contract bij FC Thun.

## Clubstatistieken
| Seizoen | Club               | Competitie       | Competitie | Competitie | Beker | Beker | Internationaal | Internationaal | Totaal | Totaal |
| Seizoen | Club               | Competitie       | Wed.       | Dlp.       | Wed.  | Dlp.  | Wed.           | Dlp.           | Wed.   | Dlp.   |
| ------- | ------------------ | ---------------- | ---------- | ---------- | ----- | ----- | -------------- | -------------- | ------ | ------ |
| 2014/15 | NK Istra           | 1.HNL            | 6          | 0          | 1     | 0     | —              | —              | 7      | 0      |
| 2015/16 | NK Istra           | 1.HNL            | 2          | 0          | —     | —     | —              | —              | 2      | 0      |
| 2015/16 | FC Balzers         | 1. Liga          | 12         | 8          | —     | —     | —              | —              | 12     | 8      |
| 2016/17 | FC Rapperswil-Jona | Promotion League | 23         | 5          | 1     | 0     |                |                | 24     | 5      |
| 2017/18 | FC Rapperswil-Jona | Challenge League | 30         | 2          | 2     | 0     | —              | —              | 32     | 2      |
| 2018/19 | FC Thun            | Super League     | 5          | 1          | 0     | 0     | —              | —              | 5      | 1      |
| Totaal  | Totaal             | Totaal           | 78         | 16         | 4     | 0     | 0              | 0              | 82     | 16     |

Bijgewerkt op 13 september 2018.

## Interlandcarrière
Salanović werd in september 2014 voor het eerst opgeroepen voor het Liechtensteins voetbalelftal. Bondscoach Rene Pauritsch nam de middenvelder op in zijn selectie voor de duels met Bosnië en Herzegovina en Rusland. Hij debuteerde op donderdag 4 september 2014 in de met 3–0 verloren uitwedstrijd tegen Bosnië en Herzegovina. Salanović scoorde zijn eerste doelpunt op 14 december 2017 in de uitwedstrijd tegen Qatar.